# Álvar Núñez Cabeza de Vaca
Álvar Núñez Cabeza de Vaca (Jerez de la Frontera, 1492/1495 - probablemente Valladolid, 1556/1559) fue un explorador y conquistador español que participó en misiones de exploración y conquista tanto en Norteamérica como en Sudamérica. En 1527 participó en la expedición del gobernador Pánfilo de Narváez, que recorrió las costas de Florida, Alabama, Misisipi y Luisiana, naufragando en Texas en 1528. Tras convivir con los indígenas durante seis años, recorrió las zonas de los actuales territorios de Nuevo México y Arizona, hasta llegar a México en 1536. En 1540 partió a Sudamérica como gobernador del  Río de la Plata y el Paraguay, El centro de su gobierno estuvo en Asunción. Descubrió las cataratas del Iguazú. Enfrentó a las tribus indígenas del territorio, en busca de un camino hacia el Perú. Sufrió un motín en 1544 y fue llevado a España en calidad de prisionero, donde estuvo pleiteando en el Consejo de Indias hasta la década de 1550.

## Origen del apellido "Cabeza de Vaca"
En 1212, durante la Reconquista, las tropas cristianas avanzaron por Sierra Morena hasta el Castillo de Castro Ferral. Un pastor, Martín Alhaja, se ofreció a guiarles por tierras musulmanas hasta un valle. Comisionaron a Diego López II de Haro y García Romeu para acompañar al pastor, que les dijo que encontrarían un cráneo de vaca que habían devorado los lobos, como así fue. Las tropas decidieron tomar ese camino y el rey Alfonso VIII de Castilla concedió a este guía un escudo heráldico con siete jaqueles rojos en campo de oro y una orla con seis cabezas de vaca blanca en campo de azur. Posteriormente tuvo lugar la Batalla de las Navas de Tolosa.
El pastor fue llamado "El de la Cabeza de Vaca", conservando sus descendientes el apellido "Cabeza de Vaca". El entonces arzobispo de Toledo, Rodrigo Jiménez de Rada, escribió esta historia, que fue narrada también en el siglo XVI por el historiador Gonzalo Fernández de Oviedo.

## Biografía

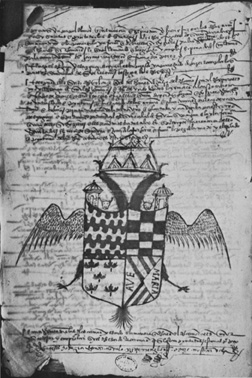
Blasón de armas de Cabeza de Vaca en un manuscrito del Archivo de Indias.

Blasón de armas de Cabeza de Vaca

En su libro ' el propio Álvar habla de su linaje y menciona Jerez de la Frontera, sin saberse si se refiere a que es su lugar de nacimiento o el de su madre:

El tercero es Álvar Núñez Cabeza de Vaca, hijo de Francisco de Vera y nieto de Pedro de Vera, el que ganó a Canaria, y su madre se llamaba Doña Teresa Cabeza de Vaca, natural de Jerez de la Frontera

En 1947 el historiador Hipólito Sancho de Sopranis descubrió unos documentos que acreditan que sus padres residían en Jerez de la Frontera entre 1492 y 1495, lo que demuestra casi con total seguridad su nacimiento en este lugar.
Sancho de Sopranis cree que Álvar debió nacer entre 1492 y 1495. En 1506 no había cumplido los 14 años, porque se encontraba bajo la tutela de su madre, y en 1512 no tenía aún 25 años, porque era representado por su tutor.
Álvar era el tercero de seis hermanos y el mayor de los varones. La hermana más mayor fue Mencía de Figueroa. El resto de sus hermanos fueron Violante, María, Fernando y Juan.
En unos documentos del 1 de agosto de 1506 figura que su madre, Teresa Cabeza de Vaca (también llamada Teresa Zurita por descender de Diego Fernández de Zurita) era ya viuda.
Su familia, en base al inventario de sus bienes, estudiado por Sancho de Sopranis, debió ser modesta.
Su madre murió posteriormente, pasando Álvar a cargo de su tía Beatriz de Figueroa o Cabeza de Vaca, por entonces viuda de Pedro de Estopiñán. Su tía se mudó luego a Sevilla.
Fernando el Católico decidió enviar tropas a Italia en defensa del papa Julio II. Álvar se alistó en esta Liga Santa, constituida en 1511. Sirvió en las compañías de Bartolomé de Sierra y de Alonso de Carvajal. Estuvo en la batalla de Rávena de 1512. Luego pasó a ser alférez en Gaeta. Estuvo entre los que fueron sobre Bolonia y la fortaleza del duque de Ferrara.
El historiador Morris Bishop descubrió que en 1513 estaba de nuevo en España al servicio de la Casa de Medina Sidonia. Debió permanecer en Sevilla desde entonces.
Participó en la Guerra de las Comunidades de Castilla. El 16 de septiembre de 1520 el comunero Juan de Figueroa tomó el Real Alcázar de Sevilla e hizo prisionero a su alcaide, Juan de Portugal. El duque de Medina Sidonia, leal a Carlos I, mandó a sus caballeros al día siguiente para recuperar el lugar. Entre los enviados se encontraba Álvar. El Alcázar fue recuperado con éxito. En previsión de sucesivos problemas, se mandó guardar las puertas de las murallas de la ciudad. Álvar estuvo vigilando la Puerta Osario.
Según cuenta él mismo, posteriormente fue mensajero del duque de Medina Sidonia para la comunicación de este con el regente de Castilla, el cardenal Adriano. También narra que siguió como militar en la guerra contra los comuneros, participando en la toma de Tordesillas de diciembre de 1520 y en la batalla de Villalar de abril de 1521.
Dijo haber estado combatiendo en la guerra entre Carlos I de España y Francisco I de Francia, en una batalla en Puente la Reina, Navarra.

### Primer viaje a América
Pánfilo de Narváez, afincado en Sevilla, consiguió la gobernación del territorio de Tierra Firme comprendido entre el Río de las Palmas, en el actual estado mexicano de Tamaulipas, y la península de Florida, en los actuales Estados Unidos de América. Narváez comandó una expedición para explorar, conquistar y poblar este territorio. Constaba de cinco navíos y unos 600 hombres. Álvar dijo ser nombrado tesorero y alguacil mayor de esta expedición, aunque actualmente algunos afirman que no tuvo este último cargo. El 17 de junio de 1527 salieron de Sanlúcar de Barrameda.
Cuando llegaron a Santo Domingo la mala organización provocó que tardasen cuarenta y cinco días en aprovisionarse de lo que necesitaban, como numerosos caballos. Cuarenta tripulantes decidieron quedarse en la isla, atraídos por las promesas de sus habitantes.
En Santiago de Cuba consiguieron armas y caballos, así como nuevos hombres para la expedición. Vasco Porcalle, vecino de la ciudad cubana de Trinidad, les dijo que obtendrían más bastimentos en ese lugar. Decidieron dirigirse a Trinidad por mar. Cuando llegaron al Cabo de Santa Cruz, Narváez decidió esperar ahí y mandar solo dos navíos al mando del capitán Pantoja. Álvar fue con estos dos navíos. Pantoja desembarcó en Trinidad y mandó llamar a Álvar, que acudió con varios hombres. En ese momento vino un huracán que destrozó barcos que estaban en el puerto y provocó la pérdida de 60 hombres y 20 caballos. Los tres barcos que se habían quedado con Narvaéz sufrieron daños. Los que habían quedado en tierra se quedaron sin nada que comer hasta la venida de Narváez, cuyos barcos habían sufrido daños por el temporal.
La tripulación empezó a preocuparse por el tiempo de aquel invierno, y Narváez decidió detenerse temporalmente. Como no había suministros para todos en Trinidad, mandó a Álvar con parte de la armada a Xagua. Estuvieron en Xagua hasta que llegó Narvaéz el 20 de febrero de 1528 con un nuevo piloto, Miruelo, que conocía la costa del Río de las Palmas.
La armada continuó navegando por las costas cubanas y encalló en los bajos de Canareo. Mantuvieron los barcos en seco durante varios días. Luego les sobrevino una tormenta en Guaniguanico. Tuvieron que enfrentarse al mal tiempo en el Cabo de San Antonio y en la entrada de La Habana.
En abril de 1528, concretamente el Jueves Santo, llegaron a la Bahía de Tampa, en Florida. Bordearon la costa durante dos días hasta encontrar buhíos sin gente, con redes para pescar, y, en uno de ellos, una sonaja de oro. Cuando encontraron a indígenas no pudieron comunicarse con ellos por desconocer el lenguaje.
Miruelo no sabía por dónde se iba al puerto de Las Palmas. Oviedo cuenta que Narváez envió a Miruelo a La Habana en un bergantín a por otro barco que esperaba, con hombres y caballos.
Cuando los expedicionarios fueron tierra adentro consiguieron saber de la existencia de una provincia con oro conocida como Apalache. También encontraron cajas de mercaderías con cuerpos de españoles dentro, cubiertos con pieles de venado pintadas. Dedujeron que se trataba de náufragos que habían sido dispuestos así por los indígenas. El fraile franciscano Juan Suárez, comisario, dijo que aquello era una idolatría y lo mandó quemar.
Narváez organizó una junta con los oficiales de la expedición. Dijo que quería hacer una entrada por tierra y que los barcos siguieran por la costa hasta el puerto que estaban buscando, que consideraban cercano. Álvar dijo que era partidario de seguir todos en los barcos hasta llegar a un puerto seguro, hacer una fundación y luego ir tierra adentro. Narváez le propuso a Álvar seguir con los barcos hasta un puerto mientras él entraba por tierra, pero Álvar, para que no pareciese que se negaba a seguir por tierra por cobardía, rechazó el ofrecimiento. Los barcos partieron bajo el mando de Caravallo, perdiéndose algunos en el Golfo de México y otros llegando a puertos de Nueva España.

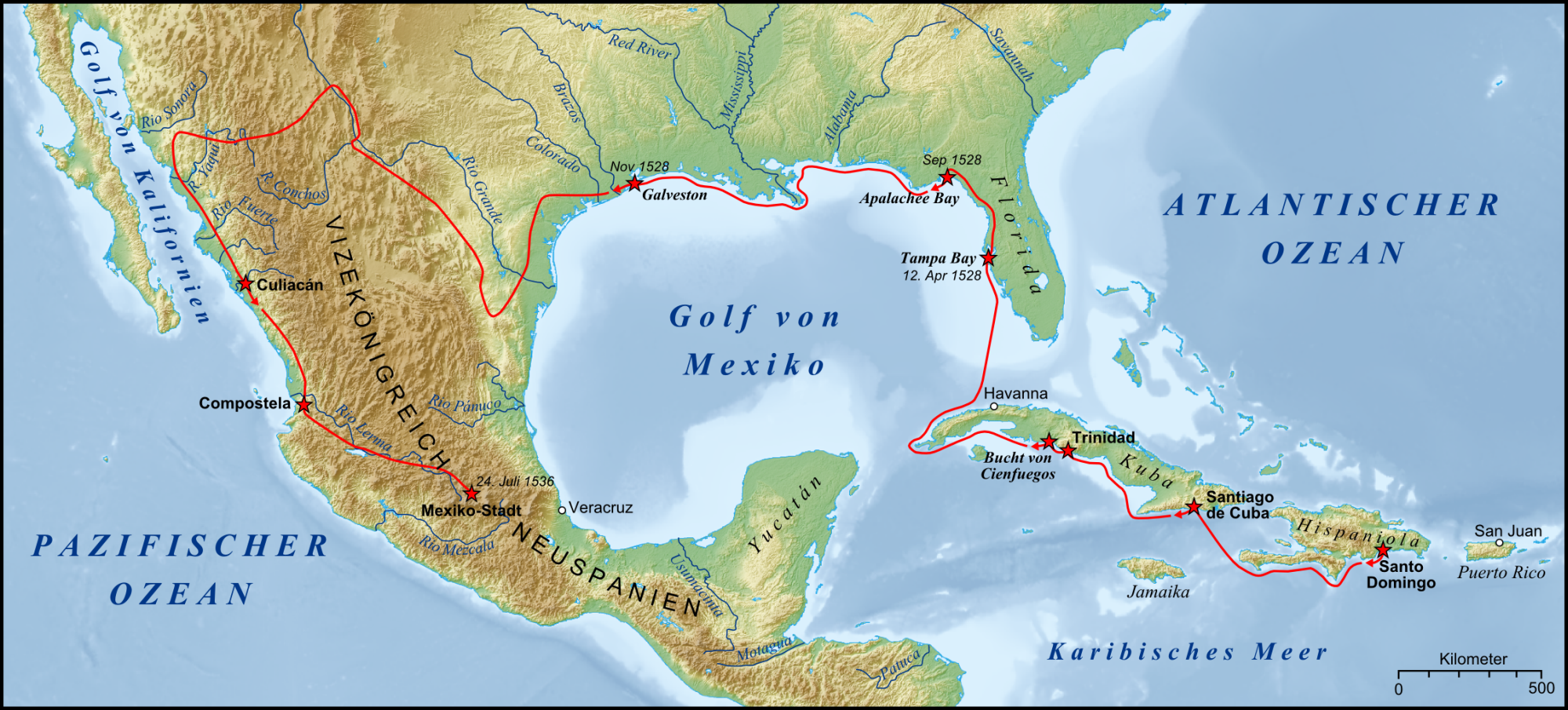
Expedición de Álvar Núñez Cabeza de Vaca durante su primer viaje a América.

El 1 de mayo de 1528 Narváez fue tierra adentro con la mitad de los hombres que habían salido de España, entre los que se encontraba Álvar. Como tenían pocas provisiones, empezaron a pasar hambre y a comer palmitos similares a los que había en Andalucía. Álvar cuenta que llegaron a un río, que cruzaron a nado y con balsas, y que tras esto tuvieron que enfrentarse con un grupo de indígenas.
Querían llegar a la provincia Apalache, pero Narváez enviaba a grupos a recorrer la costa por si encontraban el puerto. El 25 de junio llegaron a un poblado de 40 casas con campos de maíz.
Álvar describe en sus Naufragios aquella tierra y dice que pasaron por unas lagunas donde fueron atacados con flechas por los indios:

El primer día atravesamos aquellas lagunas sin ver a ningún indio, pero al segundo día llegamos a una laguna difícilmente franqueable, porque el agua llegaba hasta el pecho y había en ella muchos árboles caídos. Cuando estábamos en medio de ella nos acometieron muchos indios que habían estado escondidos detrás de los árboles. Otros estaban sobre los árboles derrumbados y nos arrojaban flechas, de manera que antes de salir de la laguna hirieron a muchos hombres y caballos

Álvar narra que todos los indios que vieron desde que llegaron a Florida hasta la tierra apalache eran flecheros y altos.
Cuando vieron que la zona era hostil y de poca población, decidieron ir en busca de otro pueblo, el Aute, que se encontraba cerca de la costa.
Llegaron a la desembocadura de un río que llamaron de la Magdalena, que ha sido identificado con el Apalachicola. Narváez estaba muy enfermo y envió a Álvar, Andrés Dorantes, Alonso del Castillo, 50 hombres de a pie y 9 caballos a recorrer la costa. Volvieron diciendo que el lugar era hostil y desconocido, por lo que decidieron seguir por mar.

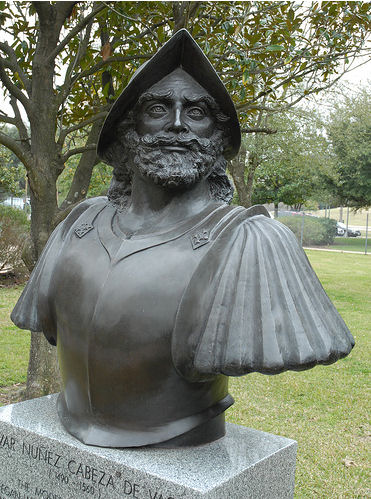
Monumento a Cabeza de Vaca, en Houston (Texas).

Álvar cuenta que tomaron los estribos, los frenos y las espuelas de los caballos, así como las piezas metálicas de las ballestas. Luego estos objetos fueron fundidos con la ayuda de unos fuelles hechos con canutos de palos y pieles de venados para fabricar hachas, sierras, clavos y otras herramientas. Con las herramientas hicieron cinco barcas. Tomaron fibras de los palmitos a modo de estopa y resina de los pinos para calafatearlas. Utilizaron también pieles de caballos para fabricar botas con las que transportar agua dulce.
El 20 de septiembre partieron hacia el oeste. Solían navegar cerca de la costa, salvo siete días en los que recorrieron una bahía que llamaron de Caballos.
Llegaron a la isla de St. Vicent, donde lograron hacerse con cinco canoas. Una canoa estaba comandada el gobernador Narváez; otra por el contador Alonso Enríquez, que iba con algunos frailes; otra por el tesorero Álvar Núñez Cabeza de Vaca y el veedor Alonso de Solís; otra por los capitanes Téllez y Peñalosa; y la restante por Alonso del Castillo y Andrés Dorantes. Cada canoa tenía unos 47 o 48 españoles. Luego pasaron por un estrecho entre la isla y tierra firme, que llamaron de San Miguel.
Desembarcaban frecuentemente a por agua, momentos en los que tenían lugar enfrentamientos con los nativos. Álvar cuenta que todos los miembros de la expedición fueron heridos, incluido él, que fue herido en la cara.
Álvar dice que iba delante bordeando la costa cuando descubrió que la tierra hacía una punta y que en un cabo había "un río muy grande", probablemente el Misisipi. Se cree que la desembocadura de este río había sido descubierta ya el 2 de junio de 1519 por Alonso Álvarez de Pineda. Alvar narra también que Narváez no quiso llegar hasta donde él estaba, sino que se metió por una bahía con muchos islotes, donde se reunieron todas las embarcaciones.
Luego decidieron ir al gran río que había detrás de la punta. Cuando llegaron a la desembocadura la corriente era tan grande que apartó las embarcaciones las dispersó. Narváez, que contaba con una canoa mejor equipada y que resistía mejor la fuerza del agua, no quiso tirar un cabo a la canoa de Alvar para ayudarle. Esta fue la última vez que se vieron Narváez y Alvar. Después de ser arrastrada mar adentro, la canoa de Alvar volvió días después ella sola a la costa. Luego se encontró con la canoa que pilotaban Peñalosa y Téllez y navegaron juntos durante tres horas, pero se separaron de nuevo en la noche.
El 6 de noviembre de 1528, la embarcación de Alvar recaló en una isla, que probablemente fuese la de Galveston, y que fue llamada por los españoles como de Mal Hado. En esta isla se encontraban los indios capoques y han. Los indios se lamentaron de la mala situación de los españoles y les dieron comida y alojamiento.
En esta isla encontraron también a los náufragos de la canoa que llevaban Andrés del Castillo y Andrés Dorantes. Poco después tuvo lugar una epidemia entre los indios y estos culparon a los españoles y quisieron matarlos. Sin embargo, un jefe indio dijo que no debían de creer que había sido culpa de los españoles porque estos también se morían de la enfermedad y quedaban muy pocos.
Álvar cuenta que en la isla de Malhado los médicos indígenas hacían cortes al enfermo donde tenía el dolor y chupaban luego sus heridas, luego cauterizaban las heridas con fuego y finalmente soplaban en la zona dolorida para quitar el mal. Los nativos le pidieron a los españoles que hiciesen ellos también de médicos y les quitaban la comida si se negaban. La forma que tenían los españoles de curar era soplar, rezar un Padre Nuestro y un Ave María en latín y pedían a Dios que el enfermo sanase y que los indios les tratasen bien.
Los españoles decidieron pasar el invierno en ese lugar. Mandaron una expedición a Panuco con Álvaro Fernández, Méndez, Figueroa y Astudillo, junto con un guía nativo, para que les enviasen algún tipo de protección.
Alonso del Castillo y Andrés Dorantes se separaron del grupo y fueron con los indios a tierra firme a coger ostiones para comer. Estuvieron allí varios meses y luego regresaron a por el resto de españoles, que eran unos catorce. Tuvieron que dejar a dos en la isla porque se encontraban demasiado delgados y débiles. Álvar estaba en otra zona de la isla realizando diversos trabajos con los indígenas como coger raíces y cargar leña, así como mover las casas y las pertenencias de los nativos, que tenían por costumbre trasladarse. Cansado de esta vida, Álvar huyó a tierra firme con el pueblo charuco, ejerciendo de mercader entre las tribus costeras y las del interior, que estaban enemistadas entre sí, llegando a ir tierra adentro unas 40 o 50 leguas. Álvar tomaba conchas y caracolas y las cambiaba por cueros y almagra en el interior, que luego eran usados por los indios costeros para sus pinturas.
Todos los años, Álvar acudía a la isla de Malhado a intentar llevarse al único español que quedaba allí, llamado Lope de Oviedo, minado por la enfermedad. Una vez consiguió llevárselo, con la ayuda de unos indios, y recorrieron juntos el estado de Texas. Sin embargo, Lope de Oviedo se asustó por las tribus de las que le hablaban y terminó regresando a la isla.
Poco después de este episodio con Lope de Oviedo, se encontró en Matagorda de nuevo con tres miembros de la expedición de Narváez: Andrés Dorantes de Carranza, Alonso del Castillo Maldonado y el negro Estevanico. Decidieron marchar juntos hacia algún poblado español de la Nueva España, pasando algunas temporadas con tribus indígenas por el camino. De este modo, se encontraron con la tribu de los avavares, ejerciendo en ella como curanderos.
Posteriormente estuvieron con la tribu de los maliacones. Tras esto, recorrieron las tierras entre los ríos Concho y Colorado, encontrándose con otras tribus, todas ellas muy pobres.
Yendo hacia el oeste encontraron unas montañas, que se cree que son las que hay entre el río Concho y el Pecos. Los indígenas que les guiaban les llevaron a donde se encontraban unos parientes suyos. En este lugar le trajeron a Álvar a un hombre que estaba herido por una flecha sobre el corazón, a causa de lo cual siempre estaba enfermo. Álvar lo operó con un cuchillo con éxito, luego le dio puntos y detuvo la hemorragia con un cuero. Los indígenas del lugar fueron a ver la punta de la flecha que Álvar había sacado y la enviaron a otras regiones para que otros pudieran verla también. Este procedimiento quirúrgico realizado por Álvar se conoce como sagitectomía y es la primera cirugía registrada en el suroeste de los Estados Unidos.
Tras esto, Andrés Dorantes encontró en otra tribu un cascabel de cobre con un grabado. Los nativos indicaron a los españoles que aquello había sido fabricado más al norte. Los tres españoles fueron en esa dirección durante varias jornadas para que esos indígenas que conocían la fundición y el grabado les indicasen un camino.

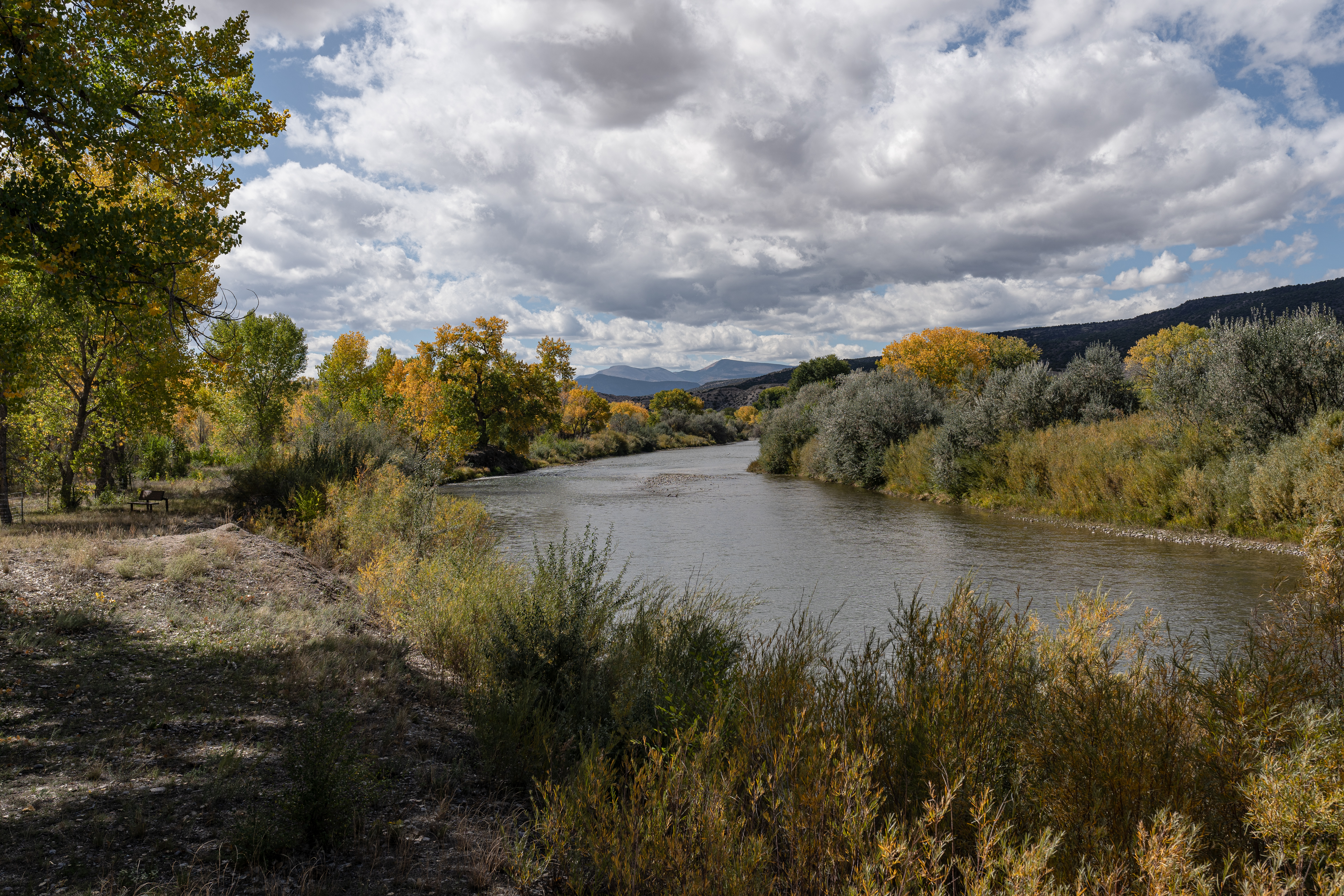
El Río Bravo a su paso por Nuevo México.

Pasaron por la zona que separan los ríos Pecos y Bravo. Llegaron a un pueblo donde las casas eran de abobe y madera. La gente de este lugar se dedicaba a cultivar calabazas, frijoles y maíz.
Luego fueron hacia el norte siguiendo un río. Se encontraron con los indios opatas y siguieron hasta encontrarse con otras tribus por el río Sonora, con muchos cultivos de maíz y frijoles. Llegaron a un pueblo donde los indios tenían esmeraldas, que habían conseguido de pueblos del norte, haciendo trueque con penachos y plumas de papagayos. Álvar llamó a este pueblo Corazones, porque comían muchos corazones de venado.
Siguieron hasta Soyopa, donde el río Yaqui pasaba muy crecido. Por ser época de lluvias, pasaron en este lugar quince días. Encontraron una hebilleta de talabarte de espada en el cuello de un nativo y un clavo de herrar, lo que les indicó que se encontraban cerca de algún poblado español. El hecho es que se encontraban en Nueva Galicia y el gobernador Nuño de Guzmán había realizado diversas expediciones por el territorio.
Luego encontraron a cuatro españoles a caballo que se extrañaron de ver a Álvar y a sus compañeros vestidos como indios. Estos soldados les llevaron a donde estaba su capitán, Diego de Alcaraz. Fueron a San Miguel de Culiacán, donde el alcalde mayor era Melchor Díaz, y permanecieron en este lugar quince días. Álvar cuenta que él y sus compañeros ayudaron a pacificar a los indígenas de ese territorio, que se encontraban en continuas rebeliones. Luego fueron a Compostela, donde estaba el gobernador Nuño de Guzmán, y estuvieron en este lugar diez días, en los que se pusieron ropas de tejidos. Llegaron a la Ciudad de México el 23 de julio de 1536.
Álvar estuvo en México dos meses, en los que narró lo que le había sucedido al virrey Antonio de Mendoza y Pacheco y a Hernán Cortés.
Fue a Veracruz en octubre a tomar un barco pero este encalló en el puerto. El tiempo hacía muy difícil la navegación y tuvo que regresar a la Ciudad de México. En la primavera de 1537 regresó a Veracruz, saliendo en barco de este lugar el 10 de abril.
De los tres navíos que salieron de Veracruz solo el de Álvar pudo continuar, ya que los otros dos empezaron a hacer aguas y tuvieron que regresar.
Hizo escala en La Habana y desde aquí envió a la Audiencia de Santo Domingo una relación donde informaba de su aventura. Partió luego en barco, sufriendo una tormenta en las Bermudas y el ataque de unos barcos franceses cerca de las islas Azores, consiguiendo burlarlos con la ayuda de unos barcos portugueses que les acompañaron hasta Lisboa, a donde arribaron el 9 de agosto de 1537.

### Segundo viaje a América

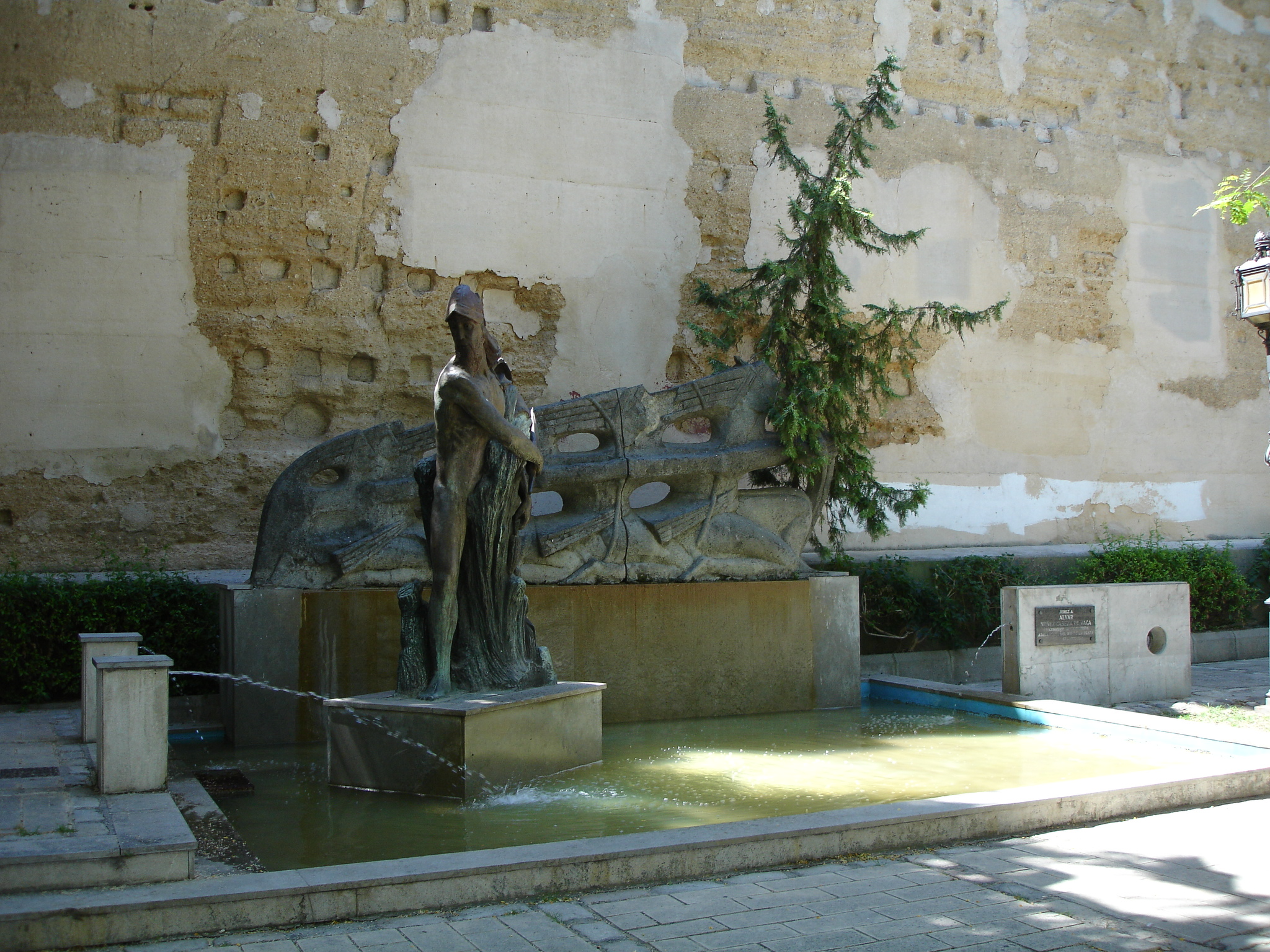
Monumento a Álvar Núñez Cabeza de Vaca, en Jerez de la Frontera.

El gobernador Pedro de Mendoza había partido al Río de la Plata, donde había llevado a cabo la fundación de Buenos Aires en 1536. Luego, debido a su mal estado físico, decidió regresar a España. Murió en el Atlántico el 23 de junio de 1537. Por otro lado, en la Corte no sabían nada del lugarteniente Juan de Ayolas, que había sido enviado por Pedro de Mendoza a remontar el río Paraná.
El 18 de mayo de 1540 Álvar firmó las capitulaciones, que le daban el gobierno del territorio anteriormente gestionado por Pedro de Mendoza en el caso de que Juan de Ayolas hubiese muerto. Tendría un salario de 2 000 ducados al año, pero tenía la obligación de aportar 8 000 ducados en llevar a ese territorio caballos, suministros, ropa, armas y municiones. También tendría la obligación de erigir dos fortalezas y, cuando estuviesen acabadas, recibiría por cada una 100.000 maravedís. También se le dio la franquicia por doce años del almojarifazgo de todo lo que llevase a América para proveerse él mismo y su casa. También se le otorgaría una doceava parte de las rentas de lo que conquistase y poblase.
En el caso de que Ayolas estuviese vivo, las capitulaciones especificaban que Álvar debería ser su lugarteniente en el gobierno del territorio. También decían que a Ayolas se le daría la isla de Santa Catalina durante doce años, con la condición de no sacar a los nativos de ella.
Posteriormente, Álvar debió de trasladarse a Sevilla a preparar la expedición. La flota estaba compuesta por dos naos y dos carabelas. La nao Santa María fue gobernada por Álvar, la nao Trinidad fue capitaneada por Francisco López y una de las carabelas fue confiada a Pedro Dorantes. La otra carabela la mandó preparar en Canarias. Embarcaron 400 soldados, reclutados en El Arenal de Sevilla. Felipe de Cáceres era el contador. Antonio López fue como piloto mayor.
En vez de 8 000 ducados Álvar gastó 14 000, por lo que gastó todo su patrimonio y tuvo que pedir préstamos.
Llegó a Cádiz en septiembre de 1540 pero, a causa del mal tiempo, la flota no zarpó de esta ciudad hasta el 2 de diciembre. El 11 de diciembre llegaron a la isla canaria de La Palma, donde hicieron una parada prolongada, porque en este lugar se preparó el cuarto barco.
Cuando embarcaron de nuevo se produjo una avería en la nao Santa María que provocó que entrase agua y se estropeasen algunos suministros. Por ello, tuvieron que detenerse 25 días en la isla de Santiago del archipiélago de Cabo Verde.
Luego cruzaron el Atlántico y llegaron al puerto de Cananea. Siguieron hasta la isla de Santa Catalina, donde desembarcaron el 29 de marzo de 1541. En este lugar Álvar preguntó a los nativos si sabían dónde estaba el Río de la Plata. Hablando con los indígenas consiguió saber que había dos frailes franciscanos, Bernardo de Armenta y Antonio de Lebrón, en la cercana costa de Biaza. Álvar mandó llamar a los frailes y estos se incorporaron a la expedición.
Álvar envió a una carabela, al mando de Felipe de Cáceres, al lugar donde había realizado su fundación Mendoza. Esta embarcación no logró pasar el Cabo de Santa María debido al mal tiempo.
Nueve españoles se fueron de una fundación y llegaron en batel a la isla huyendo de los malos tratos de los capitanes. Estos informaron a Álvar que Ayolas había regresado del norte, habiendo dejado unos bergantines en el puerto de la Candelaria a cargo de Domingo Martínez de Irala, y que cuando regresó a por sus barcos Domingo se había marchado sin esperarlo. Entonces los indios payaguaes habían atacado a Ayolas, que iba acompañado de soldados y de indios chameses, matándolos a todos. También le informaron de la fundación de Asunción, junto al río Paraguay, donde se encontraba como teniente de gobernador Martínez de Irala. Finalmente, dijeron a Álvar que Martínez de Irala había salido de Asunción, siguiendo el río, para buscar a Ayolas.
Álvar decidió mandar los barcos a Buenos Aires e ir él por tierra en dirección a Asunción, aunque el contador Cáceres y el piloto mayor López eran partidarios de seguir juntos embarcados. Decidió que los barcos estuviesen a cargo de su primo, Pedro Estopiñán Cabeza de Vaca.
Álvar mandó a Pedro de Orantes a inspeccionar la mejor ruta. Durante tres meses estuvo recorriendo sierras y lugares inhóspitos muy duros hasta llegar a unas zona con poblaciones que llamaban Campo. Álvar se informó por los indios de la isla de que, yendo junto al río Itabuzú, se encontraban los lugares poblados descritos por Orantes. Este volvió a inspeccionar ese camino y, al ver que era más fácil, Álvar decidió ir por allí.
Primero partió una pequeña avanzadilla con los 26 caballos que tenían hasta la ribera del Itabuzú y, el 18 de octubre de 1541 salió Álvar con otros hombres. La expedición por tierra la componían 250 arcabuceros, los dos frailes franciscanos y algunos indígenas de la isla de Santa Catalina.
Tras varias jornadas de espesa selva, llegaron a unas tierras conocidas como Tatuá, que fueron llamadas por Álvar como provincia de la Vera. Se encontraron con las poblaciones de Añariry, Cipoyay y Tocanguazú y se relacionaron con los caciques guaraníes más importantes de la zona. Estos pueblos eran de indígenas labradores, que criaban aves y practicaban el canibalismo.
Álvar se valió de un grupo de indios para mandar una carta a Asunción pidiendo que enviasen unos bergantines al río Paraná para contar con su ayuda en esa zona, donde previamente los indígenas habían atacado a los portugueses.
Según el cronista Ruy Díaz, el sinuoso río Iguazú fue cruzado por Álvar y sus hombres tres veces durante la travesía.
Posteriormente, siguieron una ruta que les llevó al río Tibajiba, conocido también como Ciboguí, menos caudaloso que el Iguazú pero que tenía unas corrientes muy fuertes, por lo que costó mucho cruzarlo. La cuenca de este río estaba muy poblada y Álvar se detuvo con sus hombres un tiempo, encontrándose con el cacique Abaporé.
Posteriormente, pasaron por el río Ubay y por el río Paquiri. Por este territorio encontraron a un indio que sabía ir a Asunción, por lo que despidieron a los indios que les habían hecho de guías desde la isla de Santa Catalina. También tuvieron que abandonar con unos nativos a catorce españoles que se encontraban enfermos y a otro, llamado Francisco Orejón, al que había mordido un perro, con la idea de que siguiesen la ruta cuando se encontrasen mejor.
Tuvieron que recorrer luego 400 leguas de selva hasta un lugar que llamaron de los Pinares, porque habían árboles que daban unos frutos que parecían piñones, usados por los nativos para alimentar a los cerdos y para hacer harina.
Cuando se encontraron de nuevo con el río Iguazú Álvar decidió dividir la expedición. Él con 80 hombres decidió seguir en canoas y el resto de los hombres, con los caballos, debía ir por tierra hacia el río Paraná. Como en aquel lugar los portugueses habían sido atacados, se buscaba evitar el encuentro pasando con menos gente o que una parte de la expedición se salvase.

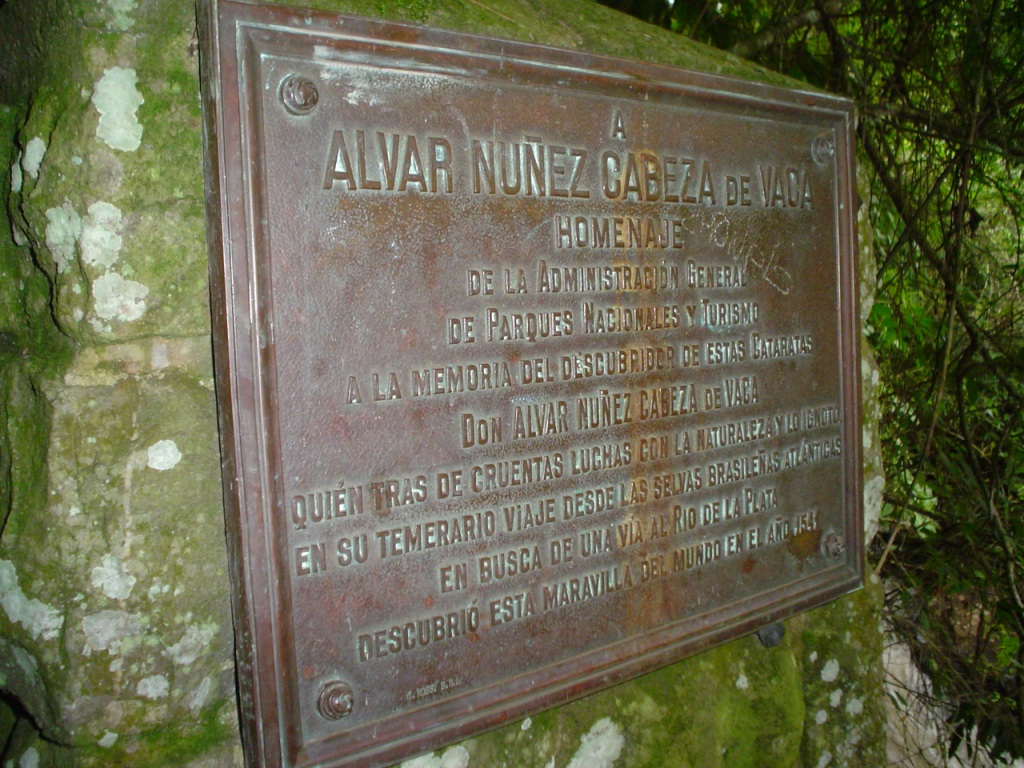
Placa recordatoria del descubrimiento de las cataratas del Iguazú por Álvar Núñez Cabeza de Vaca.

En los Comentarios del viaje se describen las Cataratas del Iguazú del siguiente modo:

Y yendo por el dicho río de Iguazú abajo era la corriente del tan grande que corrían las canoas por él con mucha furia, y esto lo causó que muy cerca de donde se embarcó da el río un salto por unas peñas abajo, muy altas, y da el agua en lo bajo de la tierra tan gran golpe que de muy lejos se oye, y la espuma del agua, como cae con tanta fuerza, sube a alto dos lanzas y más, de modo que fue necesario salir de las canoas y sacarlas del agua y llevarlas por tierra hasta pasar el salto y a fuerza de brazos las llevaron más de media legua, en que se pasaron muy grandes trabajos; salvado aquel mal paso volvieron a meter en el agua las dichas canoas y proseguir su viaje

Luego se juntaron los dos grupos en el río Paraná. Entonces Álvar dispuso construir balsas para llevar a los numerosos enfermos de la expedición hasta el río Paraguay, que remontarían hasta Asunción. El encargado de las balsas fue Nuflo de Chaves. Irían acompañados de 80 hombres armados y del indio guía Iguaron.
Álvar continuó por tierra, junto al río Monday. Luego pasó por la sierra de Ibituruzú, cerca de la actual Villarrica del Espíritu Santo.
Martínez de Irala mandó a un grupo a encontrarse con Álvar, pidiéndole los despachos reales que le acreditaban como gobernador.
El grupo de Nuño de Chaves fue atacado por los indios ribereños. Estos españoles recibieron la acogida del cacique Francisco, que vivía en una isla del río Paraná cercana a su unión con el Atinguí. Permanecieron en esta isla hasta que fueron recogidos por los bergantines enviados por Martínez de Irala.

#### Álvar Núñez en Asunción
Álvar llegó a Asunción el 11 de marzo de 1542. Un mes después, aproximadamente, arribó el grupo de Nuño de Chaves con los enfermos. En la ciudad había entonces 1 300 españoles.
Tomó el cargo de gobernador y nombró a personas de su confianza para administrar justicia en la provincia. También nombró a Martínez de Irala su maestre de campo.
Los que habían salido de la isla de Santa Catalina con los barcos habían encontrado Buenos Aires abandonada con indicaciones de que los habitantes se habían marchado a Asunción. Entonces emprendieron por los ríos la navegación hacia ese lugar, al que terminaron llegando en chalupas. Álvar había mandado dos bergantines a buscarles, al mando de Gonzalo de Mendoza, pero uno se hundió y otro fue destrozado por la corriente.
Los indios agaces se dedicaban a la piratería en el río Paraguay y eran enemigos de los guaraníes. Coincidiendo con el aumento de población española en Asunción, los agaces enviaron a dos caciques para negociar la paz. Álvar consiguió la liberación de guaraníes prisioneros y la paz con ese pueblo.
Álvar creía que los indios de Ipané tenían prisionero a un hijo del conquistador portugués Alejo García, que pensaba que tendría información importante sobre los caminos del Perú. Mandó a emisarios a negociar un rescate pero el cacique Taberé les atacó. Alonso Riquelme, sobrino de Álvar, se puso al frente de 300 soldados y 1 000 indígenas aliados y fueron a atacar a aquellos nativos. Los españoles vencieron tras una batalla en la fortaleza indígena de Tabaré con 4 000 indios muertos, 3 000 indios prisioneros y 50 españoles muertos. Desde entonces, el cacique Taberé y su pueblo fueron aliados de los españoles.
Los indios guaycurú también estaban enfrentados a los guaraníes. Los españoles mandaron un grupo liderado por los franciscanos Bernardo de Armenta y Antonio de Lebrón, así como por el sacerdote Francisco de Aranda, junto con 50 soldados, para hacer la paz. Como estos no tuvieron éxito, el 12 de julio de 1542 Álvar salió de Asunción acompañado de Domingo Martínez de Irala y Juan de Salazar con 500 soldados. Fueron en 9 bergantines y 200 canoas hasta el pueblo de Zaguay, donde estaba el cacique cristiano Lorenzo Marmozen. En este lugar se les unieron unos 10 000 guaraníes. Derrotaron a los guaycurues en una batalla con gran número de muertos e hicieron prisioneros. Luego Álvar envió a un prisionero a negociar y, finalmente, logró el vasallaje de estos nativos.
Mientras Álvar combatía a los guaycurús los agaces realizaron un ataque sobre los caseríos de los alrededores de Asunción. Gonzalo de Mendoza narra que por entonces llegaron también a Asunción los indios yaperús, que estuvieron prisioneros hasta el regreso de Álvar, pactándose luego el vasallaje. Por otro lado, cesó la rebelión de los agaces tras ejecutar a 12.
Cabeza de Vaca se enteró del caso de la India Juliana, una mujer guaraní que había asesinado a su amo español pero dejada en libertad, a pesar de haber confesado el crimen y de jactarse del hecho con sus compañeras. Cabeza de Vaca arrestó a Juliana y ordenó su ejecución por desmembramiento, como castigo por el crimen y como aleccionamiento a las demás mujeres para que no hicieran lo mismo.
Álvar decidió organizar una expedición para encontrar un camino hacia Perú. El 21 de noviembre de 1542 partió de Asunción para esto Martínez de Irala con 90 españoles, muchos indios y tres bergantines. Cuando llegaron al puerto de las Piedras, a 70 leguas, mandaron una avanzadilla por tierra que fue atacada por los indios liderados por el cacique Aracaró. Cuando estos sucesos llegaron a oídos de Álvar en Asunción mandó ejecutar a ese cacique, que terminó colgado de un árbol. Martínez de Irala continuó por el río hasta el puerto de los Orejones, que llamaron de los Reyes por haber llegado el 6 de enero de 1543. Luego Martínez de Irala siguió por tierra hacia el oeste, encontrando pueblos con oro y plata labrada. Pensó que ese era el camino hacia Perú y regresó a Asunción el 15 de febrero.
Los caciques Tabaré y Guarambaré decidieron dejar de dar provisiones a Gonzalo de Mendoza, por lo que Álvar mandó a Martínez de Irala con 150 soldados. Según algunos cronistas la lucha pudo evitarse y Mendoza y Martínez de Irala volvieron con provisiones, sin embargo, según el cronista Félix de Azara hubo una batalla el 24 de julio de 1543 en el pueblo de Guarambaré con muchos indios muertos y seis bajas entre los españoles. Los españoles habrían hecho prisioneros en esta batalla y el cacique Tabaré se habría plegado a cambio de la liberación de estos.
Se produjeron conflictos con los oficiales reales y estos se marcharon acompañados de los frailes franciscanos, de un grupo de doncellas indígenas y de un indio guía llamado Domingo para dar cuenta de los supuestos desmanes de Álvar. El cacique de las doncellas recurrió a Álvar para encontrar a los que se habían marchado y fueron interceptados. Álvar condenó a cuatro oficiales reales a cárcel. Dos de ellos, el contador Felipe de Cáceres y el factor Pedro Dorantes, fueron liberados bajo fianza para acompañar a Álvar en su expedición para Perú, pero el veedor Alonso de Cabrera y el tesorero García Vanegas siguieron presos.
El 4 de febrero de 1543 empezó un incendio accidental en Asunción que duró varios días y consumió toda la ciudad salvo 50 casas, que estaban apartadas.
Posteriormente, Álvar encabezó una segunda expedición para encontrar el camino hacia Perú. 200 soldados y 12 caballos irían por tierra, bordeando el río, mientras que Álvar con otros 200 soldados y 1 200 indios irían en 10 bergantines y en 120 canoas por el río. Los barcos partieron de Asunción el 7 de septiembre de 1543. Pasaron por el pueblo de Guarambaré, donde se incorporó el cacique de este pueblo, así como Tabaré y Tamba. Siguieron por hasta el puerto de Itapitán, donde embarcaron los que habían empezado por tierra. Pasaron por donde estaban los pueblos de Hieroquizaba y llegaron al puerto de la Candelaria el 12 de octubre. En este lugar Álvar se encontró con los indios payaguás, que dijeron que Ayolas había muerto y que entregarían a los españoles la carga de oro y plata que llevaba cuando fue atacado. Como no volvió a ver a estos indígenas salió a buscarlos durante ocho días, sin éxito, regresando luego al puerto. Tras esto, para no intimidar con la gran fuerza de la expedición, le pidió a Gonzalo de Mendoza que le siguiese con parte del grupo a cierta distancia. Pasaron luego por tierras de los guasarapós y los guatós, hasta llegar a la isla de los Orejones, formada entre los brazos del río, que ellos llamaron isla del Paraíso. El 8 de noviembre llegaron al puerto de los Reyes. Por esta zona se encontró con indios chaneses que Alejo García había traído desde el Chaco, así como con algunos indios xarayes. Los xarayes tenían plata y oro, pero no pudieron llegar hasta su poblado porque el camino que encontraron era cenagoso e impracticable. El bergantín del capitán Agustín del Campo, que iba con el grupo de Gonzalo de Mendoza, fue atacado por los indios guarapós, matando a cinco españoles y provocando el ahogamiento de otro.
El 26 de noviembre de 1543 Álvar salió del puerto de los Reyes y comenzó una entrada por tierra hacia el oeste con 300 españoles y casi todos los indios. Recorrieron la provincia Chiquitos hasta llegar al río Caliente. Como llevaban muchos días sin encontrar nada las provisiones empezaron a faltar. Álvar organizó una asamblea y acató la decisión de la mayoría de regresar. No obstante, mandó seguir a Francisco de Ribera con seis soldados españoles y algunos indios hasta la zona poblada de Ytapucuguazú, que creía que se encontraba a 16 días de camino.
Gonzalo de Mendoza salió el 15 de diciembre con 20 españoles y 60 indios en busca de provisiones. Tuvieron un enfrentamiento con los indios orejones y cogieron provisiones, mantas de algodón de colores y pieles de su poblado, con las que regresaron al puerto de los Reyes. Los oficiales reales quisieron el quinto real de lo obtenido y Álvar decidió intervenir ofreciendo su salario en compensación para que no se le quitase nada a sus hombres.
El 20 de diciembre de 1543 Hernando de Ribera salió con 50 hombres en un bergantín para obtener más provisiones. Recorrieron el río Jaurú hasta llegar a donde se unen los dos brazos que lo forman: el Yacareati y el Yayva. Esta era tierra de los xarayes y Ribera decidió hacer una entrada por tierra con 40 hombres. Empezaron a recibir noticias de los Andes, el lago Titicaca, las vírgenes del sol incaicas y las riquezas de Cuzco. Continuaron hacia ellas pero la falta de provisiones y el hecho de que faltase un mes para llegar les obligó a regresar al puerto de los Reyes el 30 de enero de 1544. Como la entrada por tierra no había sido ordenada por Álvar, este les arrestó en el bergantín y, según el expedicionario Ulrico Schmidl, quiso ahorcar a Hernando. Se produjo un intento de motín y Álvar tuvo que ceder y poner en libertad a Hernando de Ribera y al resto de los hombres.
En enero de 1544 llegaron también al puerto de los Reyes Francisco de Ribera y sus hombres. Estos dijeron que habían llegado hasta un río (según Azara el Veladero, en la provincia Chiquitos) por donde vivían los indios tarapecosies en una tierra muy fértil y con abundancia de caza.
Tras esto, los hombres de Álvar fueron atacados por los indios socorines y xaqueses, muriendo 58 españoles. La temporada de crecidas de los ríos provocó inundaciones e hizo los caminos intransitables y, en marzo, cuando empezaba a bajar el nivel de los ríos, el oficial real Felipe de Cáceres presentó un requerimiento ante Álvar para regresar a Asunción.
Álvar y sus hombres regresaron a Asunción el 8 de abril de 1544.
Los soldados de Álvar refieren que este intentó poner fin a los abusos con los indígenas de los oficiales reales y sus allegados. Entre estos abusos estaba que cada uno de ellos tenía a decenas de mujeres indígenas.
Los oficiales reales tramaron planes contra Álvar, haciendo creer a muchos que iba a enriquecer a sus compañeros de viaje a costa de quitar sus posesiones a los anteriores habitantes de Asunción. Se considera que el que encabezó la conjura fue Felipe de Cáceres, que se consideraba ofendido por palabras de Álvar, y cuyo sobrino, Alonso Riquelme, había tenido una contienda con Álvar en la que había sido apuñalado.
El 25 de abril de 1544 Álvar fue arrestado. Después depusieron al alcalde mayor Martín de Orue, al alguacil mayor Bartolomé González y al escribano Juan Baldrás. También se apresó a los colaboradores más cercanos de Álvar: Pedro de Estopiñán, Rui Díaz Melgarejo, Francisco de Vergara y Diego de Abreu. Martínez de Irala fue nombrado nuevo gobernador.
Martínez de Irala ordenó a muchos partidarios de Álvar abandonar Asunción y otros fueron ahorcados.
El 7 de marzo de 1545 Álvar fue embarcado con destino a España, bajo la vigilancia del veedor Alonso de Cabrera, el tesorero García Vanegas y Lope de Ugarte. Ugarte fue enviado por Martínez de Irala para hacer valer sus intereses en la Corte.
Previamente a la salida, Álvar gritó que dejaba como gobernador al capitán Juan de Salazar. Tras esto, Salazar intentó que los demás reconociesen su cargo. Martínez de Irala supo de aquello y le apresó y lo envió detenido en un bergantín junto a Alonso de Riquelme y Pedro de Estopiñán para que se encontrasen con Álvar. La embarcación donde iban estos tres se encontró con la de Álvar el 2 de abril de 1545 en el puerto de San Gabriel.
Las embarcaciones tuvieron que hacer escala en las islas Azores. Los oficiales reales le dijeron al gobernador portugués de la isla Terceira, Manuel de Corterreal, que Álvar había saqueado aquel territorio en su viaje de ida al Río de la Plata. El gobernador, al ver a estos españoles tan comprometidos con los intereses de Portugal, supuso que era una trama contra Álvar y no les escuchó. Luego, los oficiales reales embarcaron en otro navío y llegaron 12 días antes a Valladolid, donde dijeron en el Consejo de Indias que Álvar había pasado por tierras portuguesas para comunicar sus descubrimientos a los extranjeros.

### En España
El 15 de diciembre de 1545 otorgó un poder a Alonso de San Juan en Madrid para que le representase en el proceso en su contra. El 20 de marzo de 1551 el Consejo de Indias dictó sentencia. Se le privó del cargo de gobernador y se le obligó a servir en Orán con sus armas y caballo durante cinco años. En el caso de que no acudiese a Orán, tendría otros cinco años la misma obligación. Álvar se encontraba entonces en la pobreza. En agosto de 1552 el tribunal le libró de la obligación de servir en Orán. Debió seguir litigando, porque le devolviesen los bienes que Martínez de Irala le incautó en Asunción, valorados en 100 000 castellanos.
En 1555 se encontraba en Sevilla, por constar así en la licencia de impresión de sus Naufragios y comentarios.
En el Archivo General de Indias hay una Real Cédula redactada en Valladolid el 15 de septiembre de 1556 dirigida al secretario del Consejo de Indias Ochoa de Luyando que hace referencia a la entrega de un dinero a Álvar, para ayudarle en su enfermedad.
Se ha afirmado, sin pruebas, que fue nombrado juez en Sevilla, que fue presidente del Consulado de Cargadores a Indias y que fue prior de un monasterio sevillano.
Los historiadores Patrick Charles Pautz y Rolena Adorno creen que murió en Jerez de la Frontera.
La obra del Inca Garcilaso de la Vega titulada La Florida del Inca y la Relación de Jaime Rasquín que redactó Alonso Gómez de Santoya indican que en 1559 Álvar ya había muerto.
El Inca Garcilaso dice que Álvar murió en Valladolid.
En el Convento de Santa Isabel, en la calle Encarnación de Valladolid, hay una lápida difícil de leer que se ha dicho que es la de Álvar Núñez Cabeza de Vaca.